# Huis Oranje-Nassau
Het huis Oranje-Nassau is een tak van het huis Nassau, een oud, uit Midden-Duitsland afkomstig adelsgeslacht.
Het huis heeft een centrale rol gespeeld in de politiek en overheid van Nederland en kortstondig ook in andere delen van Europa. 
Het behoort, sinds Willem van Nassau de bezittingen van zijn neef René van Chalon erfde, tot de hoge Europese adel. Toen het Huis Oranje met Willem III van Oranje uitstierf in 1702 voegde zijn Friese neef uit het huis Nassau-Dietz de namen Oranje en Nassau samen. Sindsdien wordt van het huis Oranje-Nassau gesproken. Al is dit huis in 1890 in mannelijke lijn met Willem III der Nederlanden uitgestorven, rekent men ook Wilhelmina, Juliana en Beatrix met hun zonen en kleinkinderen tot het huis Oranje-Nassau, en niet tot de huizen van hun echtgenoten uit de huizen Mecklenburg-Schwerin en Lippe-Biesterfeld, of de adellijke familie Von Amsberg.
De oudste bekende voorouder is Walram I graaf van Laurenburg aan de Lahn die stierf in 1198. De volgende graaf was zijn zoon Hendrik II van Nassau de Rijke (ca. 1180-ca. 1250) die op zijn beurt werd opgevolgd door Otto I graaf van Nassau (overleden rond 1289/1290). het Graafschap Nassau.
Op 17 december 1255 werd het feodale bezit verdeeld onder Walram van Laurenburg (circa 1146-1198) die graaf van Nassau, Idstein, Wiesbaden en Weilburg werd en Otho die graaf van Nassau-Siegen, Dillenburg en Beilstein werd. De twee takken sloten een Huisverdrag, de "Nassauischer Erbverein" waarmee zij elkaar als erfgenaam in het geval van uitsterven in de mannelijke lijn aanwezen. Zo ging Luxemburg in 1890 over van de tak van Otho naar de tak van Walram.
Hendrik de Rijke bouwde het slot de Dillenburg. Ook in Dietz stond een burcht of huis van de Nassaus, evenals later in Siegen, Hadamar, Idstein, Weilburg, Ottweiler, Saarbrücken, Usingen en Merenberg. Elk van deze plaatsnamen vertegenwoordigden een aparte tak van het Huis van Nassau, zoals Nassau-Dillenburg, Nassau-Beilstein, Nassau-Dietz, Nassau-Siegen, Nassau-Weilburg. De meeste van deze takken stierven uiteindelijk uit.
Zijn zoon Hendrik II van Nassau de Rijke was gehuwd met Machteld van Gelre en kreeg een aantal zonen, waarvan Walram (circa 1220-circa 1276) en Otto (vermoedelijk gestorven in 1289) de bezittingen van hun vader erfden en die later verdeelden. Het Huis van Oranje-Nassau stamt historisch gezien af van Otto, zij zijn de Ottoonse of jongere linie van het Huis Nassau.
In 1403 huwde Engelbrecht I van Nassau-Siegen met de rijke erfdochter Johanna van Polanen. Zo verwierf het Duitse geslacht der (Ottoonse) Nassaus Breda, Polanen en de Lek, en later onder zijn kleinzoon Engelbert II van Nassau-Breda ook het Burggraafschap Antwerpen. Sindsdien hebben de Nassaus met twee korte onderbrekingen (1795-1813 en 1940-1945) een grote rol in de Nederlanden gespeeld. Er waren in Duitsland meerdere takken van het huis Nassau maar de jongere tak van de Nassaus overvleugelde alle in macht en rijkdom.
Het huis Oranje-Nassau werd voor het eerst genoemd in 1544, toen Willem I, graaf van Nassau-Dillenburg (1533-1584), beter bekend als Willem van Oranje of Willem de Zwijger, het Zuid-Franse prinsdom Orange erfde van zijn neef René van Chalon (officieel René graaf van Nassau en prins van Chalon-Oranje), de zoon van Willems oom Hendrik III.
Bij het vorstendom hoorde ook de titel Prins van Oranje en de lijfspreuk van Chalon, Je maintiendrai Chalon. Na de dood van koning-stadhouder Willem III in 1702 zou tot 1732 zowel het Huis van Oranje-Nassau als het Huis Hohenzollern aanspraak op de titel maken. Volgens het Traktaat van Partage behielden beide Huizen echter het recht op de titel Prins van Oranje. Omdat koning-stadhouder Willem III na zijn dood geen wettige opvolger had, stierf de Bredase tak (Heer van Breda) van Willem van Oranje uit en ging het huis Oranje-Nassau verder in de zogenaamde Friese tak, het Huis Nassau-Dietz, de nazaten van Willems broer Jan VI van Nassau-Dillenburg.
Sindsdien stammen de leden van de Oranjefamilie in de vrouwelijke lijn meerdere keren van Willem van Oranje af; hij is in die zin de stamvader van de huidige Oranjes.
De leden van deze familie hebben geregeerd in:
- Het prinsdom Oranje
- Het graafschap Nassau
- Het graafschap Nassau-Dillenburg
- Het koninkrijk Engeland
- Het koninkrijk Schotland
- Het koninkrijk Ierland

Het wapen van het Huis Nassau-Fulda; met de kwartieren van 1: Fulda; 2: Corvey; 3: Dortmund; 4: Weingarten; hart: Oranje. De leeuw van Nassau staat als eerste kwartier op het hartschild.

- De Republiek der Zeven Verenigde Nederlanden, als erfstadhouder, niet als vorst of soeverein
- Het vorstendom Fulda. Dit kleine Duitse staatje bestond uit zeven samengevoegde territoria waaronder:
- het bisdom Fulda
- de abdij St. Gerold (in Vorarlberg, 1804 verkocht aan Oostenrijk)
- de proosdij Bandern (in Liechtenstein, 1804 verkocht aan Oostenrijk)
- de abdij Dietkirchen (in Nassau)

Eigenlijk vielen deze gebieden aan Willem V toe, maar deze weigerde het "gestolen goed" beslist. Hij legde zich neer bij de aanvaarding ervan door zijn zoon Willem Frederik van Oranje-Nassau.
Het nieuw gevormde vorstendom bestond uit vier eenheden, die voorzien werden van nieuwe titels:
- het vorstendom Fulda
- het vorstendom Corvey, de vroegere Abdij van Corvey
- het graafschap Dortmund, de vroegere rijksstad Dortmund
- de heerlijkheid Weingarten, de vroegere Abdij Weingarten met het prioraat Hofen (aan het Bodenmeer)[3]

Na de restauratie regeerden de Oranje-Nassaus in:
- Het Koninkrijk der Nederlanden
- Het groothertogdom Luxemburg
- tot 1830 in het latere koninkrijk België